# Sara Pellegrini
Pour les articles homonymes, voir Pellegrini.
Sara Pellegrini, née le 5 mai 1986 à Varel, est une fondeuse italienne. 

## Biographie
En 2007, pour ses débuts officiels, elle dispute ses premières manches dans la Coupe OPA, antichambre de la Coupe du monde, y obtenant une place dans le top 30, puis une  dans le top dix. En 2009, Pellegrini reçoit sa première sélection avec l'équipe nationale à l'occasion des Championnats du monde des moins de 23 ans à Praz de Lys - Sommand, où elle est au mieux 30e de la poursuite.
En début d'année 2011, elle atterrit sur son premier podium en Coupe OPA à Ramsau et gagne sa première manche en 2014 à Campra, ce qui l'aide à terminer deuxième du classement général. Elle ses débuts dans la Coupe du monde en décembre 2013 à Davos (55e).  
En 2017, l'Italienne est sélectionnée pour le trente kilomètres des Championnats du monde à Lahti, pour arriver 27e.
En 2018, elle prend part aux Jeux olympiques à Pyeongchang, où elle finit, 38e du dix kilomètres libre, 35e du skiathlon et 35e du trente kilomètres classique.
C'est lors du Tour de ski 2018-2019, qu'elle franchit la barre du top trente en Coupe du monde, terminant 27e du classement final et 26e de la dernière étape, soit son meilleur résultat dans l'élite. Aux Championnats du monde 2019, elle obtient le résultat de 35e à deux reprises.
Elle prend sa retraite sportive en 2021, avec son actif six titres de championne d'Italie, quatre en relais et deux en sprint par équipes.

## Palmarès

### Jeux olympiques d'hiver
| Épreuve / Édition   | Sprint                           | Sprint    | 10 km | 10 km                            | Skiathlon 2 × 7,5 km | 30 km | Relais | Relais   |
| Épreuve / Édition   | libre                            | classique | libre | classique                        | Skiathlon 2 × 7,5 km | 30 km | Sprint | 4 × 5 km |
| JO 2018 Pyeongchang | Épreuve inexistante à cette date | -         | 38e   | Épreuve inexistante à cette date | 35e                  | 35e   | -      | -        |

Légende :
- : pas d'épreuve
- — : Non disputée par Pellegrini

### Championnats du monde
| Épreuve / Édition     | Sprint | Sprint                           | 10 km                            | 10 km     | Skiathlon 2 × 7,5 km | 30 km | Relais | Relais   |
| Épreuve / Édition     | libre  | classique                        | libre                            | classique | Skiathlon 2 × 7,5 km | 30 km | Sprint | 4 × 5 km |
| Mondiaux 2017 Lahti   | -      | Épreuve inexistante à cette date | Épreuve inexistante à cette date | -         | -                    | 27e   | -      | -        |
| Mondiaux 2019 Seefeld | -      | Épreuve inexistante à cette date | Épreuve inexistante à cette date | -         | 35e                  | 35e   | -      | -        |

Légende :
- : pas d'épreuve
- — : Non disputée par Pellegrini

### Coupe du monde
- Meilleur classement général : 83e en 2021.
- Meilleur résultat individuel : 26e.

#### Classements en Coupe du monde
| Année     | Classement général final | Classement distance | Classement sprint |
| 2018-2019 | 83e                      | 78e                 |                   |

### Coupe OPA
- Deuxième du classement général en 2014, 2018 et 2020.
- 20 podiums individuels, dont 6 victoires.
- 1 victoire en relais.